# 特雷拉泽
特雷拉泽（法語：Trélazé，法語發音：[tʁelaze] ⓘ）是法国曼恩-卢瓦尔省的一个市镇，位于该省中部，省会昂热市区以东，属于昂热区。

## 地理
特雷拉泽（47°26'46"N, 0°27'59"W）面积12.2 平方千米，位于法国卢瓦尔河地区大区曼恩-卢瓦尔省，该省份为法国西部内陆省份，大致对应安茹地区，北起顺时针与马耶讷省、萨尔特省、安德尔-卢瓦尔省、维埃纳省、德塞夫勒省、旺代省、大西洋卢瓦尔省和伊勒-维莱讷省接壤。
与特雷拉泽接壤的市镇（或旧市镇、城区）包括：昂热、莱蓬德塞、圣巴泰勒米当茹、卢瓦尔-欧蒂永。

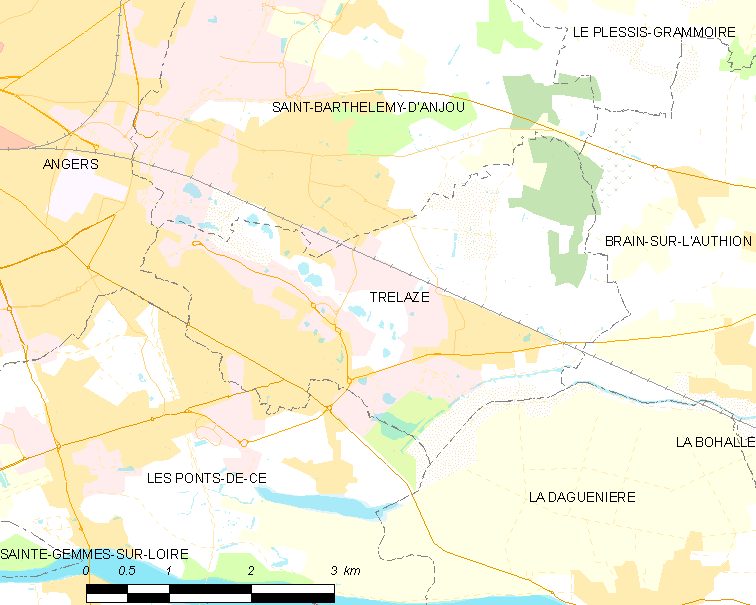
特雷拉泽的OSM定位图

特雷拉泽的时区为UTC+01:00、UTC+02:00（夏令时）。

## 行政
特雷拉泽的邮政编码为49800，INSEE市镇编码为49353。

## 政治
特雷拉泽所属的省级选区为昂热第七县。

## 人口

1962-2008年间特雷拉泽人口变化图示

特雷拉泽于2022年1月1日时的人口数量为15620人。